# あさトク!
『あさトク!』は、宮崎放送で2020年4月1日から2021年3月26日まで水 - 金曜日の9:55 - 10:45に生放送されていた生活情報番組である。

## 概要
前番組『モーニングてらす!』に代わる宮崎県の生活情報番組として放送が開始された。前番組は月 - 金曜日であったが、本番組は週3日の水 - 金曜日の放送となった。
宮崎県における得する情報を紹介していた。
本番組を最後に朝の情報番組枠は消滅。夕刻に移動し、ローカルワイドニュース枠と統合。現在はローカルワイドニュースの5時台がその役目を果たす。

## 出演者
〇は前番組『モーニングてらす!』から続役。

### MC
- 瀬藤亮太（当時宮崎放送アナウンサー）〇

### リポーター
- 宇田川紗稚
- 仮屋未来

### 気象予報士
- 野田俊一郎〇

## 主なコーナー
マルトク!
宮崎県内のお取り寄せグルメを紹介する。
めくってGet!あっパネル
20枚の回転式ボードにて、裏にある10種類の商品があり、2回のチャンスでボードをめくる。応募式。
県民共済 hinataのファミリーフォト
応募された家族や子供、ペットの写真1枚を紹介する。